# Yoshi (відеогра)
Yoshi (відома як Mario & Yoshi в регіонах PAL) — відеогра-головоломка, розроблена Game Freak та видана Nintendo. Вона була випущена для платформ NES та Game Boy. Обидві версії вперше були випущені одночасно в Японії 14 грудня 1991 року, а в усіх інших регіонах — наступного року.